# La hija de la India
La hija de la India o India’s Daughter (भारत की बेटी) es un documental de origen británico sobre una historia real ocurrida en 2012, producido por la BBC de Londres y dirigido por la directora Leslee Udwin que relata la violación y asesinato de Jyoti Singh, una joven india, por parte de una pandilla en un ómnibus en Nueva Delhi.

## El caso
Jyoti Singh falleció el 29 de diciembre de 2012 a causa de las brutales heridas sufridas durante su violación por seis sujetos que la atacaron en un ómnibus cuando volvía, junto a su amigo, a su casa.
Las consecuencias de este femicidio provocó intensas manifestaciones y protestas en todo el país. A partir de ese momento se abrió un debate nacional sobre la falta de derechos y de seguridad de las mujeres en la India.

## El documental
El documental, filmado en 2015 fue escrito y dirigido íntegramente por la cineasta británica nacida en Israel, Leslee Udwin. En la película aparecen, entrevistados, los padres de Jyoti Singh, sus amigos, sus victimarios, los abogados defensores de éstos, el jefe de policía, el inspector de policía, el juez, el psiquiatra de la prisión, el ginecólogo y el ministro de Justicia.
Tiene una duración de 63 minutos y la música fue compuesta por Krsna Solo. Fue estrenada el 4 de marzo de 2015 en Gran Bretaña.

## Controversias
Una Corte Judicial emitió una medida cautelar para bloquear su transmisión en India.
La película fue prohibida por el gobierno de la India.

En el documental se entrevista a uno de los violadores desde la cárcel, se trata el rol de la mujer en la sociedad india y aparecen varios temas relacionados con la problemática como el feticidio femenino en India.
El motivo de la controversia fue la entrevista realizada a uno de los violadores. Se acusó a la documentalista de no mostrar el punto de vista de la víctima y solamente el de sus victimarios.  Mukesh Singh, quien era el chofer del ómnibus y uno de los condenados a pena de muerte, dice que son las mujeres las responsables de las violaciones por salir a la calle y que si la muchacha no se hubiera resistido estaría viva. Uno de sus abogados, Mil Sharma, aparece diciendo que no hay lugar para las mujeres en India. Un ministro indio acusó al filme de faltar a la verdad y difamar al país.
La BBC decidió adelantar la emisión por el profundo interés que despertó la película luego de su censura.
Un activista, Ketan Dixit, decidió proyectar la película a pesar de la prohibición y fue arrestado.